# كيفن مورغان (لاعب كرة قاعدة)
كيفن مورغان (بالإنجليزية: Kevin Morgan)‏ هو لاعب كرة قاعدة أمريكي، ولد في 3 ديسمبر 1969 في لافاييت في الولايات المتحدة.

## وصلات خارجية
- كيفن مورغان على موقعبيزبول رفرنس.كوم (الدوري الرئيسي) (الإنجليزية)
- كيفن مورغان على موقعبيزبول رفرنس.كوم (الدوري الثانوي) (الإنجليزية)